# Stručný etymologický slovník slovenštiny
Stručný etymologický slovník slovenštiny (slovensky Stručný etymologický slovník slovenčiny) je první etymologický slovník slovenského jazyka. Vydala ho VEDA - vydavatelství Slovenské akademie věd a má 704 stran. Přestože je v něm uveden jako rok vydání 2015, do distribuce se dostal až v dubnu 2016, kdy byl i prezentován veřejnosti.

## Obsah
Slovník zpracovává zejména původní slovenská slova se slovanským a indoevropským původem, mladší domácí slova, převzatá slova z jiných jazyků (např. němčina, maďarština, čeština), případně převzatá slova knižní (např. řečtina, latina). Ve slovníku najdeme například i vysvětlení slov Slovák, Slovensko atp. Slovník je zpracován jako populárně-vědecký a zahrnuje více než 10 000 slov. Je tedy určen nejen pro odborníky, ale i pro širší laickou veřejnost. Spolu s dalšími významnými lexikálními díly (např. Historický slovník slovenského jazyka, Slovník slovenských nárečí aj.) patří k fundamentálním dílům slovenské jazykovědy a etymologie. Etymologický slovník může být základem také pro mezinárodní srovnávací výzkum slovanských i jiných evropských jazyků.

## Vydání
- KRÁLIK, Ľubor: Stručný etymologický slovník slovenčiny. Bratislava: VEDA, 2015. ISBN 978-80-224-1493-7